# ماديون
ماديون (بالإنجليزية: Madiun)‏ هي مدينة تقع في إندونيسيا في جاوة الشرقية. يقدر عدد سكانها بـ 170,851 نسمة ومساحتها 23.05 كم2 وترتفع عن سطح البحر 65 متر.

## أعلام
- موسو
- ليل داغوفر